# Тоёкоро
Тоёкоро (яп. 豊頃町 Тоёкоро-тё:) — посёлок в Японии, находящийся в уезде Накагава округа Токати губернаторства Хоккайдо. Площадь посёлка составляет 536,52 км², население — 3386 человек (30 июня 2014), плотность населения — 6,31 чел./км².

## География
Посёлок расположен на острове Хоккайдо в губернаторстве Хоккайдо. С ним граничат посёлки Тайки, Макубецу, Икеда, Урахоро.
На южной окраине территории посёлка находится озеро Юдо-Нума.

## Население
Население посёлка составляет 3386 человек (30 июня 2014), а плотность — 6,31 чел./км². Изменение численности населения с 1980 по 2005 годы:
| 1980 | 5779 чел. |  |
| 1985 | 5541 чел. |  |
| 1990 | 5050 чел. |  |
| 1995 | 4519 чел. |  |
| 2000 | 4164 чел. |  |
| 2005 | 3732 чел. |  |

## Символика
Деревом посёлка считается вяз, цветком — рододендрон даурский.

## Города-побратимы
- Сома, Япония
- Намэрикава, Япония
- Саммерленд, Канада